# Dominique Bouchard (natation)
Pour les articles homonymes, voir Dominique Bouchard et Bouchard.
Dominique Bouchard, née le 29 mai 1991 à Saint-Albert (Alberta), est une nageuse canadienne.

## Carrière
Dominique Bouchard remporte aux Jeux panaméricains de 2015 à Toronto la médaille d'or du relais 4x100 mètres nage libre, la médaille d'argent du 200 mètres dos et la médaille d'argent du relais 4x100 mètres quatre nages.
Elle participe aux Jeux olympiques d'été de 2016 à Rio de Janeiro, terminant 12e du 100 mètres dos et 10e du 200 mètres dos.